# Хайнрикс, Рик
Ричард Хайнрихс (англ. Rick Heinrichs) — американский художник-постановщик, художник по эффектам, арт-директор и кинопродюсер. Хорошо известен своей работой над кино-франшизой «Пираты Карибского моря», фильмами «Халк» Энга Ли и «Кошмар перед Рождеством».
Начал карьеру с визуальных эффектов в фильмах «Наблюдатель в лесу» , «Гензель и Гретель» и «Винсент» Тима Бёртона, а затем работал над телесериалом «Альфред Хичкок представляет» и фильмом «Щелкунчик» . Он также работал над короткометражкой Бёртона «Франкенвини».
Получил премию Оскар за лучшую работу художника-постановщика за «Сонную лощину» (1999) и номинации за «Лемони Сникет: 33 несчастья» (2004) и «Пираты Карибского моря: Сундук мертвеца» (2006).
Разработал дизайн-концепцию неосуществлённого проекта Тима Бёртона Superman Lives.

## Биография
Окончив Калифорнийский институт искусств (в Валенсии, Калифорния), он начал работать в Disney, где познакомился с Тимом Бёртоном и стал постоянным членом его комнады.